# Ovidiopol
Ovidiopol (în ucraineană : Овідіополь, Ovidiopol; în turcă : Hacıdere; în rusă : Овидиополь, Ovidiopol) este un oraș de coastă din Regiunea Odesa (Ucraina).
Orașul a fost numit după poetul roman Publius Ovidius Naso, potrivit lui Dimitrie Cantemir, în scrierea sa Descriptio Moldaviae. Este un lac în apropierea orașului, care se numește în română Lacul lui Ovidiu. 

## Demografie
Componența lingvistică a așezării de tip urban Ovidiopol
     Ucraineană (83,21%)
     Rusă (14,55%)
     Alte limbi (1,26%)
Conform recensământului din 2001, majoritatea populației așezării de tip urban Ovidiopol era vorbitoare de ucraineană (83,21%), existând în minoritate și vorbitori de rusă (14,55%).

## Istoric
Imperiul Rus 1793–1917

 RSS Ucraineană 1920–1922

 Uniunea Sovietică 1922–1941

 Regatul României (Transnistria) 1941–1944

 Uniunea Sovietică 1944–1991

 Ucraina 1991–prezent 
Până la cucerirea sa de către ruși în secolul al XVIII-lea, regiunea Edisan a fost locuită de tătarii nogai, împărțiți în 5 triburi, printre care și cel al lui Hagidere, care a și dat numele așezării de față.
Locul este menționat pentru prima dată încă din secolul al XVII-lea. Hacıdere a aparținut sangeacului Akkerman din pașalâcul Silistrei sau cel al Caffei. În epoca medievală, Akkerman, cunoscut la acea vreme ca Maurocastro, a fost un port comercial bizantin și, mai târziu, genovez de pe țărmul sudic al Crimeei. La mijlocul secolului al XVIII-lea, Hacıdere era un loc aglomerat, prevăzut cu un dig, prin intermediul căruia se desfășura comerțul cu cereale. În timpul Războiului ruso-turc de la 1768–1774, în 1769 Hacıdere a fost incendiat de cazacii zaporojeni, conduși de Petro Kalnișevsky. Aproximativ 20 de ani mai târziu (în timpul Războiului ruso-austro-turc de la 1787–1792), orașul reînsuflețit a fost luat cu asalt și capturat de trupele ruse, iar prin Tratatul de la Iași din 1791 a fost transferat sub administrația rusă. 
Fortăreața Agider ori Hagidere a fost construită cândva în jurul anului 1793 și a fost printre cele trei fortărețe-cheie din zonă, împreună cu cetatea Hacibey din Odesa și Cetatea Mijlocie din Tiraspol. Fortăreața avea un port special construit și trebuia să reziste fortăreței otomane Akkerman (Cetatea Albă) de pe cealaltă parte a Limanului Nistrului. Locația fortăreței a fost aleasă de feldmareșalul țarist Aleksandr Suvorov. Construcția fortăreței a fost condusă de căpitanul inginer Rester, sub forma unei fortificații bastionare, pe proiectul inginerului militar flamand François Sainte de Wollant. Data oficială a punerii primei pietre de temelie e 15 iunie 1793, considerată în istoriografia rusă ca data fondării. 
Împărăteasa rusă Ecaterina a II-a, pasionată de cultura clasică, a atribuit nume cu rezonanță grecească mai multor orașe pe care le crease sau le reconstruise în provinciile Mării Negre preluate de la otomani și tătarii crimeeni. Deci, vechia fortăreață turcească de la Hagidere, distrusă în 1769, a fost rezidită în 1793. La 1795, împărăteasa Ecaterina cea Mare, prin decretul ei, a redenumit oficial fortăreața nou-construită ca "Ovidiopol", inventat pentru ocazie, grație cuiva deosebit, care a locuit cândva la Curtea de la Sankt Petersburg. Fortăreața a fost construită pentru a proteja intrarea pe Nistru dinspre Marea Neagră, pentru a stăvili atacurile turcești asupra Nikolaevului și Oceacului și pentru a servi ca depozit de tranzit al mărfurilor între Odesa și Nistru.
Orașul a fost numit în 1795 după Ovidiu, poetul roman exilat pe țărmul Mării Negre, la porunca lui Octavian Augustus, pe baza afirmației domnitorului și savantului moldovean Dimitrie Cantemir, în a sa Descriptio Moldaviae (1714-16), că un lac local de lângă Cetatea Albă (probabil chiar Limanul Nistrului, pe al cărui mal estic se află localitatea) a fost numit în românește "Lacul Ovidului". În realitate, Ovidiu a stat la colonia grecească de sub control roman Tomis (azi, orașul românesc Constanța).
Odată cu înființarea fortăreței, în jurul acesteia a apărut o așezare civilă, care în anul 1795 număra 266 de suflete și făcea parte din districtul Tiraspol din domeniul viceregal Voznesensk Namestnicestvo. Ovidiopol a primit statutul de "oraș supranumerar" (zaștatny gorod). În decembrie 1796, Voznesensk Namestnicestvo a fost desființat, iar teritoriul a devenit parte a guberniei Novorossia. La începutul secolului al XIX-lea, această entitate a fost la rândul ei terminată, iar Ovidiopolul a existat în cadrul guberniei Herson, până la sfârșitul Primului război mondial și al Războiului civil rus de la 1917. 
La 1916, localitatea a fost traversată de calea ferată Odesa–Basarabeasca. În 1920-1925, Ovidiopolul se afla în gubernia Odesa a Ucrainei sovietice.
Zona este populată, în mare parte, de coloniști germani și bulgari aduși de Imperiul țarist. În iunie 1920, acești coloniști, conduși de dezertori ai Armatei Roșii, s-au ridicat împotriva regimului bolșevic și au pus mâna pe Ovidiopol. Această răscoală a fost înăbușită de unitățile CEKA din Odesa.       
Făcut-a parte puțină vreme din județul Ovidiopol, din cadrul Guvernământului Transnistriei, de sub control românesc când Al doilea război mondial se afla în desfășurare. 

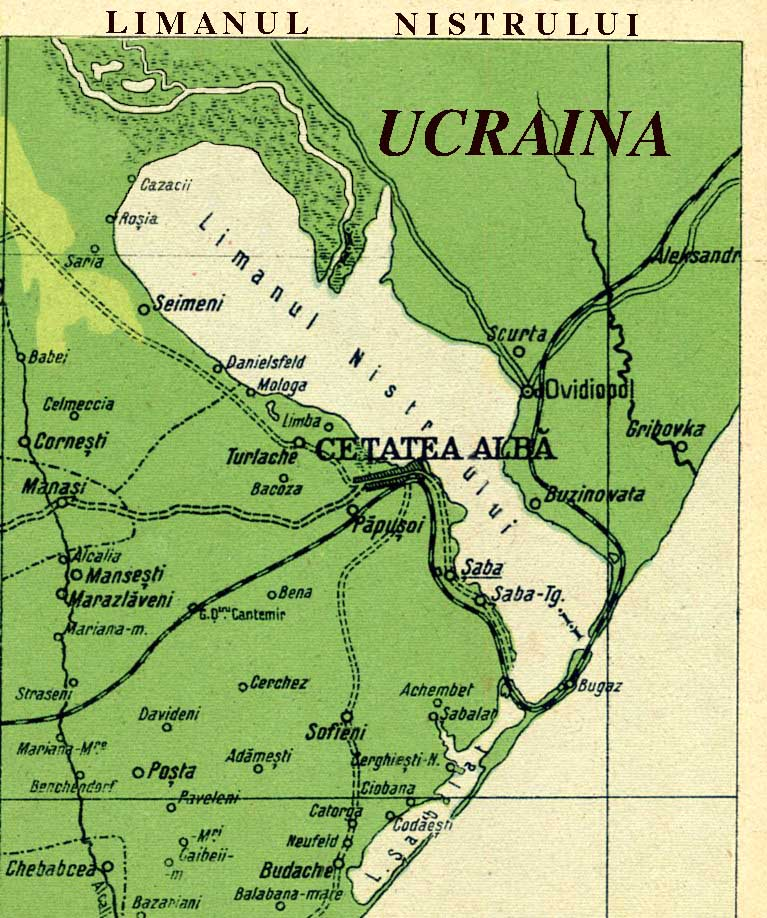
Limanul Nistrului și împrejurimile lui. La 1927 d.C., Cetatea Albă era la români, pe când Ovidiopolul la sovietici.

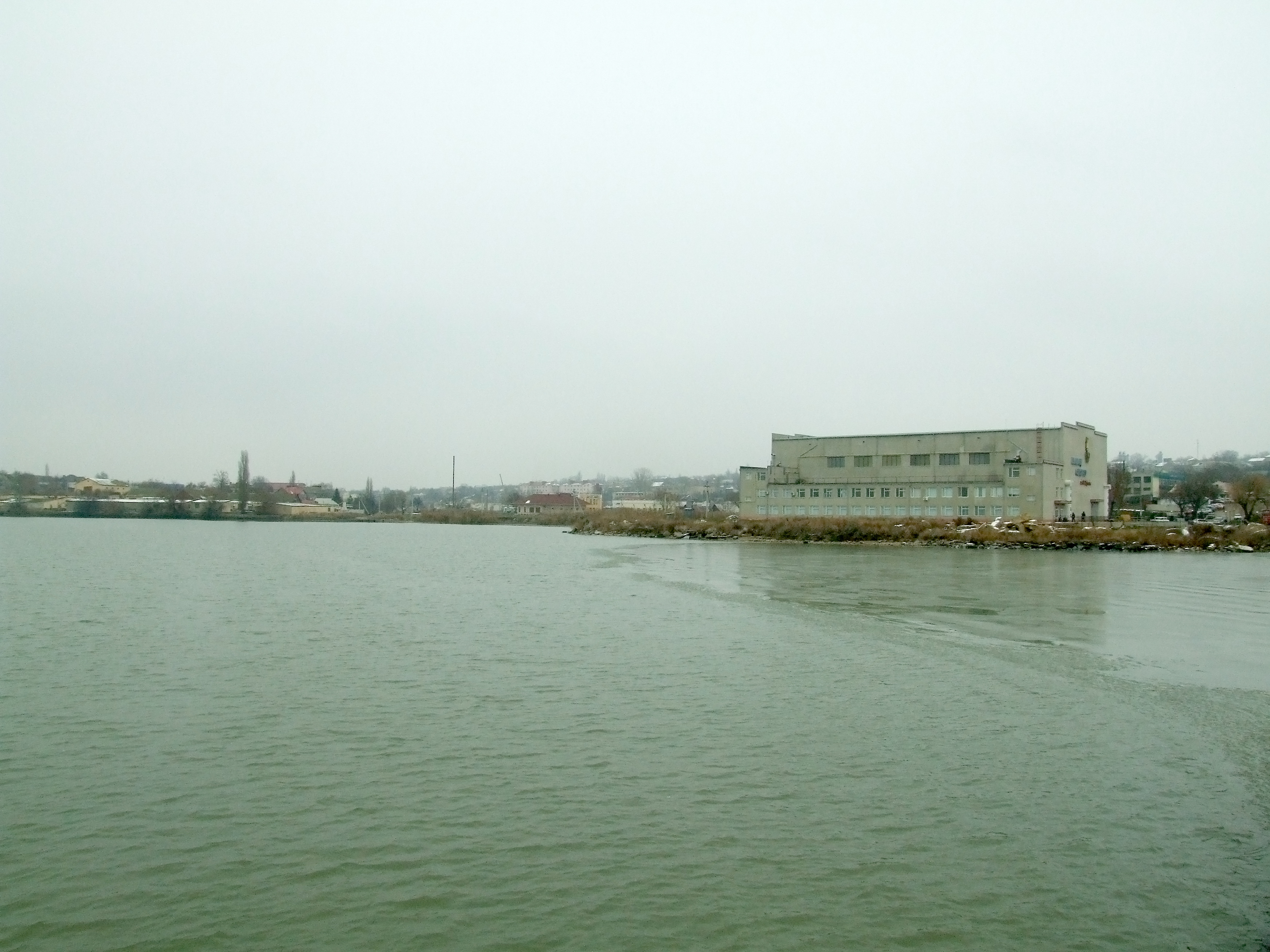
Intrarea în Portul Ovidiopol (decembrie 2007)

## Personalități

### Născuți în Ovidiopol
- Iacov Hînculov (1807–1870), consilier de stat, lingvist, traducător și profesor țarist de origine română